# 載瀾
載瀾（穆麟德轉寫：Dzai Lan；1856年—1916年），字定甫，愛新覺羅氏，惇郡王奕誴第三子。光緒帝堂兄，封輔國將軍，後晉輔國公。

## 生平
戊戌政變後，慈禧太后圖謀廢黜光緒帝，另立新君。載瀾與兄載漪慫恿慈禧立載漪子溥儁。慈禧計劃於光緒二十六年（1900年）元旦扶植溥儁登位。但己亥建储遭各方強烈反對，計劃作罷，載瀾、載漪藉機煽動慈禧利用義和團攻打洋人。二十六年四月，清廷派載勛、剛毅統率京津義和團，載瀾署右翼總兵，會同辦理，其殘暴就不讓毓賢：「京師亂起，載瀾從拳匪入人家，大索，得氈布及他物，皆以教民論，撲殺之，雖宗室大臣不免。」七月，八國聯軍攻佔北京，慈禧挾光緒帝及載瀾等臣屬西逃。清廷議和，聯軍指載瀾為“首禍”之一，清廷遂奪載瀾爵位，定斬監候罪，後改發新疆監禁。
光绪二十七年，載瀾遣戍新疆，先後在迪化、綏來兩地居住，時新疆巡撫饒應祺因載瀾是皇親貴胄，未嚴加管制，並予優待。載瀾生活奢侈，在當地作威作福，聲勢顯赫一時。
新疆辛亥革命後，載瀾取道西伯利亞回東北老家，1916年病故於瀋陽。

## 家庭

### 妻妾
- 嫡妻烏雅氏，副將怡壽之女，嘉慶庚辰進士慶辰之孫女。宣統五年病故[2]。
- 妾張氏
- 妾陸氏
- 妾李氏。

### 子
- 第一子溥倬（1882－1932）。头品顶戴副都统。光绪八年壬午五月二十五日申时生，嫡母乌雅氏副将怡寿之女，十五年四月赏给二品顶戴，十七年十一月赏戴花翎，二十六年正月挑在乾清门行走，二十九年四月派出引大臣，三十年二月派充前引大臣，十月赏给委散佚大臣，十一月补授正白旗蒙古副都统，大同元年壬申六月初二日卒，年五十一岁。嫡妻那木都鲁氏，知县富之女；妾王氏。有子八人。
- 第二子早夭
- 第三子早夭
- 第四子溥倓（1892－？），无嗣。
- 第五子溥信（1900－1918），无嗣。
- 第六子溥俭（1913－1991）

## 影视形象
- 《大阿哥溥儁》：2005年，中國國際電視總公司電視劇集，由王建國飾演